# Adolf Jan Łazor
Adolf Jan Łazor (ur. 17 czerwca 1888, zm. 25 kwietnia 1950) – podpułkownik uzbrojenia Wojska Polskiego.

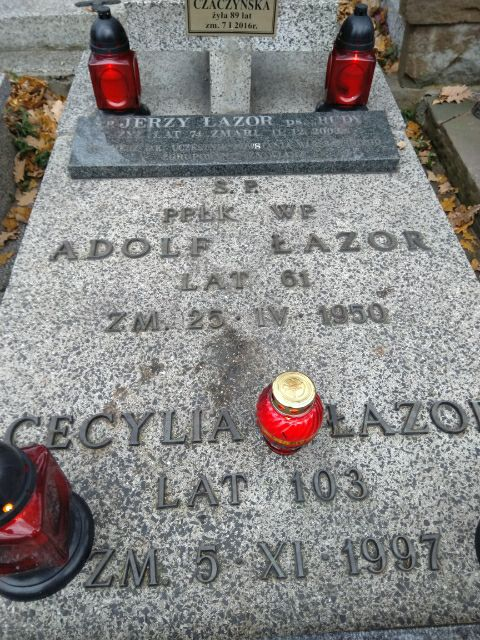
Nagrobek rodziny Łazorów

## Życiorys
Urodził się 17 czerwca 1888. Był synem Jana (1863-1924, przemyski drukarz) i Katarzyny (1859–1938). W 1909 ukończył  C. K. Gimnazjum z wykładowym językiem polskim w Przemyślu.
W C. K. Armii został mianowany kadetem w rezerwie artylerii polowej i górskiej z dniem 1 stycznia 1912. Od tego czasu był przydzielony do pułku armat polowych Nr 28 w Przemyślu. Podczas I wojny światowej został awansowany na stopień podporucznika w rezerwie artylerii polowej i górskiej. Do około 1916 nadał był przydzielony do pap nr 28. Został awansowany na stopień porucznika z dniem 1 maja 1916. Od tego czasu był przydzielony do pułku haubic polowych Nr 2, a około 1918 do pułku artylerii polowej nr 102.
Po zakończeniu wojny i odzyskaniu przez Polskę niepodległości został przyjęty do Wojska Polskiego 1 listopada 1918 jako oficer byłej armii austro-węgierskiej z zatwierdzeniem stopnia porucznika ze starszeństwem z dniem 1 maja 1916. Rozkazem z 19 lutego 1919 został przydzielony do DOW Przemyśl. Został awansowany do stopnia majora uzbrojenia ze starszeństwem z dniem 1 czerwca 1919. W 1923 jako oficer nadetatowy Okręgowego Zakładu Uzbrojenia X służył w Centralnym Składzie Uzbrojenia nr 5 w Przemyślu. 
W 1928 pozostawał w kadrze oficerów artylerii z przydziałem do Inspekcji Technicznej Uzbrojenia. 6 lipca 1929 został przeniesiony do Szkoły Zbrojmistrzów w Warszawie na stanowisko dyrektora nauk. 2 grudnia 1930 został mianowany podpułkownikiem ze starszeństwem z dniem 1 stycznia 1931 i 2. lokatą w korpusie oficerów uzbrojenia. Do 1939 był dyrektorem nauk Szkoły Uzbrojenia w Warszawie. Wiosną 1939 pełnił służbę w Departamencie Uzbrojenia Ministerstwa Spraw Wojskowych w Warszawie na stanowisku przewodniczącego komisji do opracowania tabel i instrukcji.
W latach 1939–1945 przebywał w niewoli niemieckiej w Niemczech (Oflag VI B Dössel), następnie zaś służył w Polskich Siłach Zbrojnych na terenie Francji (1945–1946). Do kraju wrócił w 1947 r. W powodu przeszłości, rozpracowywany przez komunistyczne służby bezpieczeństwa.
Zmarł 25 kwietnia 1950 i został pochowany na Cmentarzu Wojskowym na Powązkach w Warszawie (kwatera A8-4-19).
Jego żoną była Cecylia z domu Halpern (zm. w 1997 w wieku 103 lat), a ich dziećmi byli uczestnicy powstania warszawskiego: Krystyna (1926–2016) i Jerzy Jan (1929–2003).

## Ordery i odznaczenia
- Złoty Krzyż Zasługi (19 marca 1935)[27][28][29]
- Medal Niepodległości (6 czerwca 1931)[30][31]
- Krzyż Pamiątkowy Mobilizacji 1912–1913 (Austro-Węgry, ok. 1913)[4]